# Condado de Torroella de Montgrí
El condado de Torroella de Montgrí es un título nobiliario español creado por el rey Alfonso XIII, con grandeza de España originaria, en favor de Roberto Robert y Suris, I marqués de Serralavega y marqués pontificio de Robert, mediante real decreto del 12 de junio de 1907 y despacho expedido el 2 de julio del mismo año.
Su denominación hace referencia a la localidad de Torroella de Montgrí, en la provincia de Gerona, donde el beneficiario había realizado obras urbanísticas de importancia.

## Condes de Torroella de Montgrí
|                           | Titular                            | Periodo                   |
| Creación por Alfonso XIII | Creación por Alfonso XIII          | Creación por Alfonso XIII |
| ------------------------- | ---------------------------------- | ------------------------- |
| I                         | Roberto Robert y Suris             | 1907-1929                 |
| II                        | Joaquín de Robert y de Carles      | 1929-1953                 |
| III                       | Santiago de Robert y Rocamora      | 1956-1979                 |
| IV                        | Alfonso de Robert y Ferrer-Cajigal | 1979-hoy                  |

## Historia de los condes de Torroella de Montgrí
- Roberto Robert y Suris (Barcelona, 15 de enero de 1851-Torroella de Montgrí, 20 de julio de 1929), I conde de Torroella de Montgrí con grandeza de España, I marqués de Serralavega —originalmente condado de Serra y San Iscle—, I marqués pontificio de Robert, diputado a Cortes, senador del reino, Gran Cruz de la Orden de Isabel la Católica (1886), Gran Cruz de la Orden de Carlos III, gentilhombre de cámara con ejercicio (1897), Gran Cruz del Mérito Militar con distintivo blanco (1911), director de la Sociedad de Crédito Mercantil de Barcelona y consejero del Banco Hispano Colonial, presidente de la Cámara de Comercio de Barcelona (1913).[3][1]

Casó el 3 de mayo de 1879, en Gerona, con Dolores de Carles y de Ferrer, dama noble de la Orden de María Luisa. El 29 de septiembre de 1929 le sucedió su hijo:
- Joaquín de Robert y Carles (Barcelona, 10 de abril de 1883-1 de junio de 1953), II conde de Torroella de Montgrí, II marqués pontificio de Robert, gentilhombre de cámara con ejercicio y servidumbre.[1]

Casó en 1920, en Barcelona, con María de las Mercedes Rocamora y Pi. El 3 de febrero de 1956 le sucedió su hijo:
- Santiago de Robert y Rocamora (n. Barcelona, 20 de mayo de 1922), III conde de Torroella de Montgrí.[5]

Casó con María del Carmen Ferrer-Cajigal Jorba. El 30 de julio de 1979, previa orden del 21 de septiembre de 1978 para que se expida la correspondiente carta de sucesión (BOE del 18 de octubre), le sucedió su hijo:
- Alfonso de Robert y Ferrer-Cajigal (n. Barcelona, 17 de agosto de 1961[5]), IV conde de Torroella de Montgrí, caballero del Real Estamento Militar del Principado de Gerona.[7]